# ロバート・コーエン
ロバート・コーエン（Robert Cohen, 1959年6月15日 - ）は、イギリスのチェロ奏者、指揮者。

## 経歴
1959年、ロンドン生まれ。1969年から1976年までウィリアム・プリースの下でチェロを学び、姉弟子のジャクリーヌ・デュ・プレやムスティスラフ・ロストロポーヴィチらの薫陶も受けた。1976年にロンドンのウィグモア・ホールでデビューを飾り、1980年にはユネスコ国際音楽コンクールやピアティゴルスキー国際チェロ・コンクール等で入賞して国際的な名声を得た。父レイモンドと母アンシア・レアルとの三重奏も好評を博した。
1990年から指揮活動も行っている。教育者として、2000年からはルガーノ音楽院で教鞭をとっている。